# هزارخوشه
هزارخوشه، روستایی  از توابع بخش سلامی و در شهرستان خواف استان خراسان رضوی ایراناست. 
هزار خوشه نزدیک ترین و بهترین راه رتباطی به زیارتگاه رباط را دارد. 
صالحی/احمداباد

## جمعیت
این روستا در دهستان بالاخواف قرار داشته و بر اساس سرشماری سال ۱۳۸۵ جمعیت آن (۱۱۶خانوار) ۵۰۲نفر
بوده است.